# Longistylus ygapema
Longistylus ygapema är en spindelart som beskrevs av Indicatti och Lucas 2005. Longistylus ygapema ingår i släktet Longistylus och familjen Nemesiidae. Inga underarter finns listade i Catalogue of Life.